# Air Kazakstan
Air Kazakstan, también conocida como Air Kazakhstan (en kazajo: Эйр Қазақстан; Eir Qazaqstan) fue una aerolínea kazaja, fundada en 1996. Era la aerolínea de bandera del país. Después de su quiebra en 2004, la aerolínea cerró. Tenía su sede en Almaty, y su hub estaba en el Aeropuerto Internacional de Almatý. 

## Historia
La aerolínea se fundó en 1991 con el nombre de Kazakhstan Airways, pero su nombre fue cambiado a Air Kazakstan el 10 de marzo de 1997 (escrito como «Air Kazakhstan» hasta 2001). Cesó sus actividades el 29 de febrero de 2004, tras acumular grandes deudas. En abril de 2004 un tribunal de Almaty la declaró en quiebra.
Air Astana sucedió a Air Kazakstan como aerolínea de bandera del país.

## Destinos
Al momento de su cierre, Air Kazakstan operaba en los siguientes destinos:
| Países                 | Ciudad    | Aeropuerto                                     | Notas      |
| ---------------------- | --------- | ---------------------------------------------- | ---------- |
| Azerbaiyán             | Baku      | Aeropuerto Internacional Heydar Aliyev         |            |
| Bandera de Alemania    | Frankfurt | Aeropuerto de Fráncfort del Meno               |            |
| Bandera de Alemania    | Hannover  | Aeropuerto de Hannover                         |            |
| Hungría                | Budapest  | Aeropuerto de Budapest-Ferenc Liszt            |            |
| India                  | Delhi     | Aeropuerto Internacional Indira Gandhi         |            |
| Israel                 | Tel Aviv  | Aeropuerto Internacional Ben Gurión            |            |
| Kazajistán             | Aktau     | Aeropuerto Internacional de Aktau              |            |
| Kazajistán             | Almaty    | Aeropuerto Internacional de Almatý             | Hub        |
| Kazajistán             | Astaná    | Aeropuerto Internacional Nursultán Nazarbáyev  |            |
| Kazajistán             | Atirau    | Aeropuerto de Atirau                           |            |
| Kazajistán             | Karagandá | Aeropuerto Sary-Arka                           |            |
| Kazajistán             | Kostanái  | Aeropuerto de Kostanái                         |            |
| Kazajistán             | Oral      | Aeropuerto de Oral Ak Zhol                     |            |
| Kazajistán             | Pavlodar  | Aeropuerto de Pavlodar                         |            |
| Kazajistán             | Shymkent  | Aeropuerto Internacional de Shymkent           |            |
| Kirguistán             | Biskek    | Aeropuerto Internacional de Manas              |            |
| Rusia                  | Moscú     | Aeropuerto Internacional de Moscú-Vnúkovo      | Finalizado |
| Rusia                  | Moscú     | Aeropuerto Internacional de Moscú-Sheremétievo |            |
| Corea del Sur          | Seúl      | Aeropuerto Internacional de Gimpo              | Finalizado |
| Corea del Sur          | Seúl      | Aeropuerto Internacional de Incheon            |            |
| Tayikistán             | Dusambé   | Aeropuerto Internacional de Dusambé            |            |
| Tailandia              | Bangkok   | Aeropuerto Internacional Don Mueang            |            |
| Turquía                | Estambul  | Aeropuerto Internacional Atatürk               |            |
| Ucrania                | Donetsk   | Aeropuerto Internacional de Donetsk            |            |
| Emiratos Árabes Unidos | Dubái     | Aeropuerto Internacional de Dubái              |            |

## Flota
- Airbus A310-300
- Antonov An-24
- Antonov An-24B
- Antonov An-24RV
- Antonov An-26
- Antonov An-30
- Antonov An-30A
- Antonov An-30B
- Boeing 737-200
- Ilyushin Il-18
- Ilyushin Il-76
- Avión Il-76T
- Ilyushin Il-86
- Túpolev Tu-134
- Túpolev Tu-134A
- Túpolev Tu-154
- Túpolev Tu-154A
- Túpolev Tu-154B
- Yakovlev Yak-40
- Yakovlev Yak-40D
- Yakovlev Yak-42